# See Emily Play
1967. június 16-án jelent meg a Pink Floyd második kislemeze, a See Emily Play. A dalt – csakúgy, mint az első kislemezt is – Syd Barrett írta. Eredetileg ez sem jelent meg albumon (csak a The Piper at the Gates of Dawn amerikai kiadásán), bár később a Relics, a Works, a Shine On és az Echoes: The Best of Pink Floyd című válogatásokon is szerepelt.
A dal egy Emily nevű lányról szól, akit Barrett egy erdőben látott meg éjjel, egy átmulatott éjszaka után. A Mojo magazinban megjelent egy képes cikk, ami állítólag az igazi Emilyről szól. Barrett később azt mondta, hogy az erdőben alvós történetet „csak a nyilvánosság miatt” találta ki. Mások szerint a dal ihletője Emily Tacita Young (született 1951. március 13-án), Kennet második bárójának lánya, az UFO Club „pszichedelikus iskoláslánya”. Az is lehetséges azonban, hogy Emily egy LSD-okozta hallucináció eredménye.
A dalt 1967. május 23-án a Sound Techniques Studioban vették fel. A slide-os hangzást Barrett a „védjegyévé” vált Zippo öngyújtóval állította elő. Barrett állítólag nem volt megelégedve az elkészült dallal. Nem akarta megjelentetni, amit Norman Smith Barrett elüzletiesedéstől való félelmének tulajdonít. A felvételekre David Gilmour is ellátogatott, akit Barrett hívott meg. Nagyon meglepte a Syd személyiségében beállt változás: Syd nem ismerte meg régi barátját, pedig őt az elsők között hívta meg látogatóba. A borítón látható vonatot maga Barrett rajzolta.
1968-ban, Belgiumban ehhez, valamint az Astronomy Domine, a The Scarecrow, az Apples and Oranges, a Paint Box, a Set the Controls for the Heart of the Sun és a Corporal Clegg című dalhoz is forgattak promóciós filmet. Ezekben már David Gilmour szerepel, bár az Apples and Oranges egy korábbi filmfelvételében Barrett látható.
A dal legismertebb feldolgozása David Bowie nevéhez fűződik, aki 1973-as Pin Ups című albumán jelentette meg saját változatát.
A dal Games For May és Free Games For May címen is ismert. Utóbbi egy rendezvény neve is volt, ahol a Pink Floyd fellépett.
A Wish You Were Here című album végén Richard Wright a vezérmotívum egy részét Minimoog szintetizátoron játszotta, így tisztelegve Syd előtt.
A dalban hallható basszus szólam hasonló ahhoz, amit Roger Waters a Goodbye Cruel Worldben játszott az 1979-es The Wallon.

## Idézet
A See Emily Playt Syd írta. Háromszor játszottuk el a Top of the Popsban. Ezután Syd egyre labilisabbá vált. Az EMI örült a dalnak, nekünk is tetszett, de nem minden tekintetben. Sokban különböztünk más zenekaroktól, akik a Marquee klubban, vagy hasonló helyeken játszottak. Sohasem játszottuk koncerten. A vidéki közönség azt hitte, minden dalunk olyan, mint az Emily – kifütyültek minket, sörösüvegekkel dobáltak meg. Még ha akartuk, se tudtuk volna tökéletesen eljátszani egy koncerten. Nem akartunk teljesen elszakadni azoktól a dolgoktól, amik tényleg érdekeltek bennünket – az undergroundtól – az UFO Clubtól és a hasonló dolgoktól.
Nem ez a kedvencem Syd dalai közül. Szerintem az Arnold Layne sokkal jobb. Nem is tudom, mitől lett akkora sláger.

## Közreműködők
- Syd Barrett – ének, gitár
- Richard Wright – billentyűs hangszerek, vokál
- Roger Waters – basszusgitár
- Nick Mason – dob, ütőhangszerek

### Produkció
- Norman Smith – producer